# Mosquée Saad et Saïd
La mosquée Saad et Saïd (en arabe : مسجد سعد و سعيد) est située sur la rue de la route de Naplouse à Jérusalem, à 400 mètres de la porte de Damas. Elle est construite sur un Waqf (bien immobilier islamique) d'une superficie de 117 m2.

## Historique

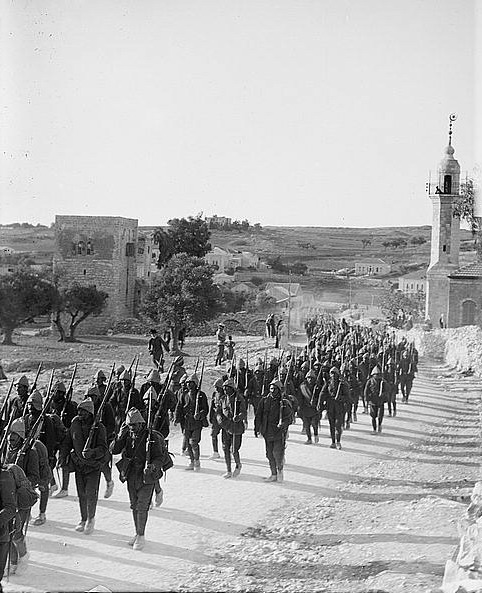
Soldats ottomans sur la route de Naplouse avec en arrière-plan la mosquée Saad et Saïd, entre 1905 et 1917.

La mosquée Saad et Saïd tire son nom de deux marchands locaux, renommés pour leur dévouement envers la préservation des Waqf à la ville. Elle est construite en 1905 en son état actuel sur le Waqf de Shams ad-Din al-Bulqini (arabe : شمس الدين البلقيني).
Entre la guerre israélo-arabe de 1948-1949 et la Guerre des Six Jours en 1967, la mosquée se trouve sur la frontière, matérialisée par la route de Naplouse, (appelé aussi la route de Saad et Saïd) du côté contrôlé par la Jordanie. La mosquée a subi de nombreux dommages en raison de sa situation aux frontières de 1948, et elle a été abandonnée de 1948 à 1950 en raison de la guerre.
En raison de sa position aux frontières de 1948, la mosquée a été détruite au cours d'un incident de frontière entre les deux pays en 1956 par des obus des forces armées israéliennes. Elle a depuis été reconstruite[Quand ?]. 
Depuis 2011, il y a eu des tentatives israéliennes pour s'approprier le terrain, contrées devant la justice israélienne quand le responsable de la dotation s'est présenté devant le tribunal et a présenté un argument juridique pour prouver que la foncière (Waqf) avait 400 ans et qu'elle était dûment enregistrée au registre foncier ottoman,.
Le 19 juillet 2022, un individu, non autorisé, a pénétré de force dans la mosquée et a pratiqué des « rituels talmudiques ». 
Les musulmans viennent prier dans la mosquée tous les jours, sauf lors de la prière du vendredi.